# Jangdokdae

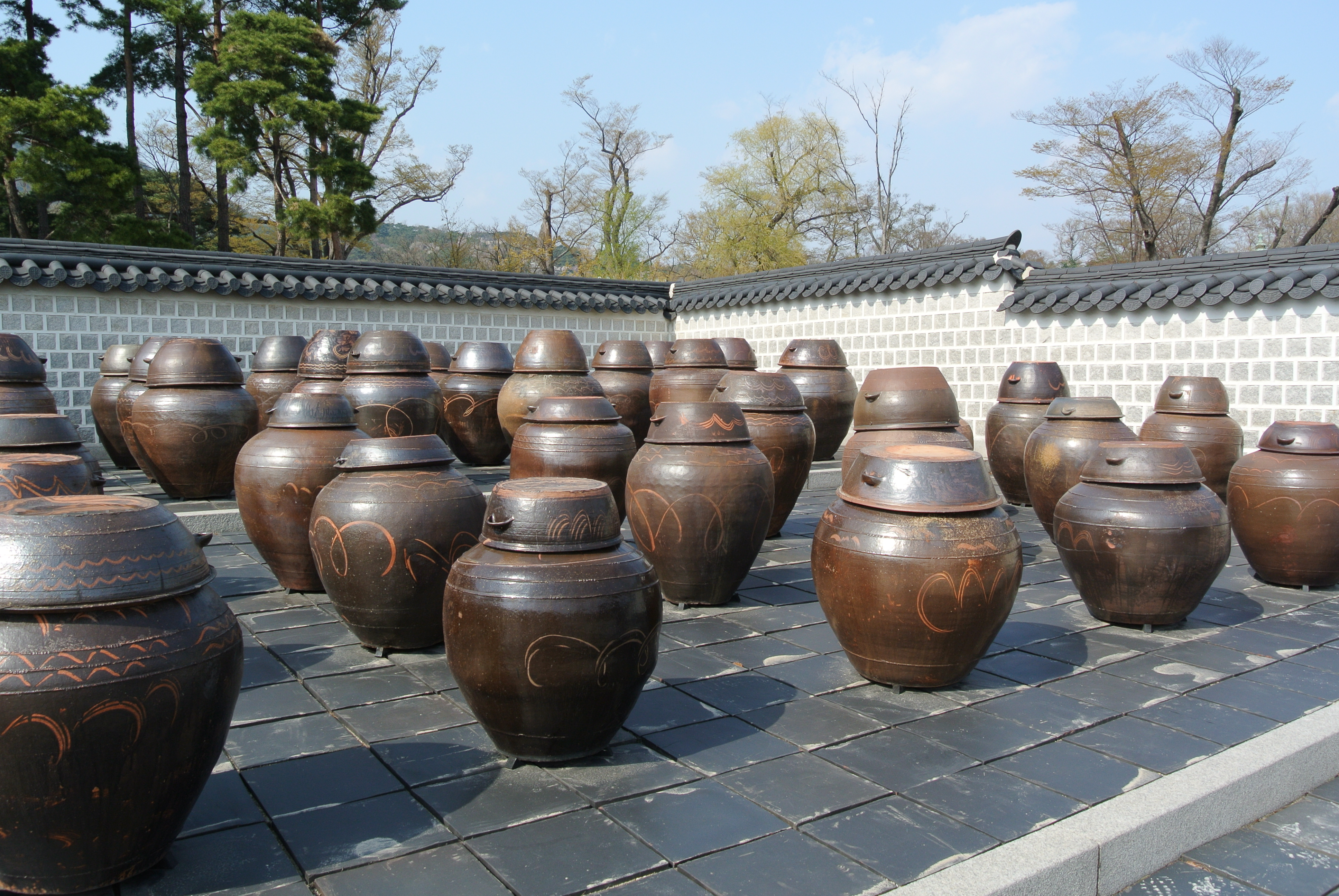
Jangdokdae au palais de Gyeongbok à Séoul

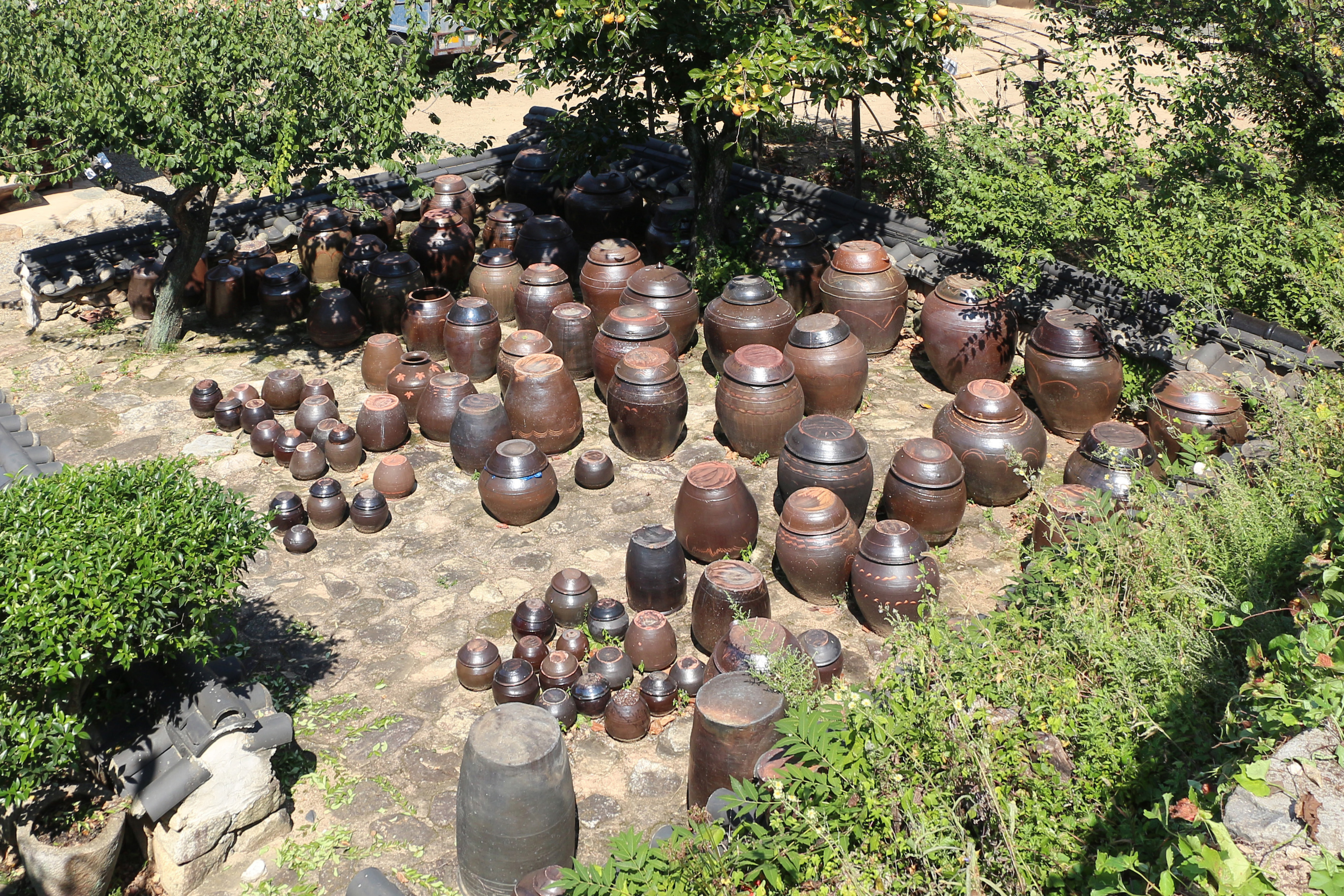
Jangdokdae au village fortifié de Naganeupseong à Suncheon

Un jangdokdae (Hangeul:장독대) ou jangttokttae désigne en Corée un espace situé à l'extérieur, le plus souvent une terrasse, où sont stockées des jarres de terre cuite.
Ces jarres font partie de ce que l'on appelle les onggi, des terres cuites largement utilisées comme vaisselle ainsi que récipients de conservation alimentaire. Elles sont utilisées pour faire fermenter ou simplement stocker des aliments tels que le kimchi, gochujang (pâte de piment), le doenjang (pâte de soja) et la sauce de soja.
Jangdok (Hangeul: 장독) signifie (une) grande jarre et dae (Hangeul: 대) signifie "endroit", "support", si bien que jangdokdae (Hangeul: 장독대) signifie "endroit où placer des jangdoks". Les jarres elles-mêmes peuvent être appelés hangari (Hangeul: 항아리) ou onggi (Hangeul: 옹기).
Cet endroit se trouve communément à proximité immédiate d'une maison traditionnelle coréenne, plus précisément près de la cuisine. L'ensoleillement ainsi que la ventilation sont deux caractéristiques essentielles pour le choix de l'emplacement, afin que les jarres puissent être préservées dans de bonnes conditions et au frais. Bien conservés, les aliments peuvent rester jusqu'à plusieurs années dans les jarres.